# Athyrma olivacea
Athyrma olivacea là một loài bướm đêm trong họ Erebidae.